# Junidense Fútbol Club
Junidense Fútbol Club es un equipo de fútbol profesional venezolano, establecido en el municipio Junín del estado Táchira, actualmente en la Tercera División de Venezuela. Fue fundado en julio del año 2010, y disputa sus partidos como local en el Estadio Polideportivo Víctor Maldonado en Rubio.
Fundado en 2010 y dando sus primeros pasos en el profesionalismo en 2013, Junidense basa su nombre, localidad e identidad en el gentilicio del municipio Junín del estado Táchira, entidad a la cual representa en el Fútbol Nacional, y a la cual proyecta desarrollar social y deportivamente a través de sus PROYECTOS que promueven el fútbol profesional con una gran visión social.

## Proyectos
Buscando trascender los paradigmas del fútbol venezolano Junidense construye su esencia de CLUB DE FÚTBOL desarrollando en lo futbolístico sus canteras sustentadas es su programa de desarrollo juvenil y categoría profesional, y en su viabilidad organizativa y económica, su carácter asociativo como CLUB donde participen diferentes socios en el sustento y desarrollo del fútbol como actividad social y económicamente rentable para todos sus involucrados.

## Presidencia

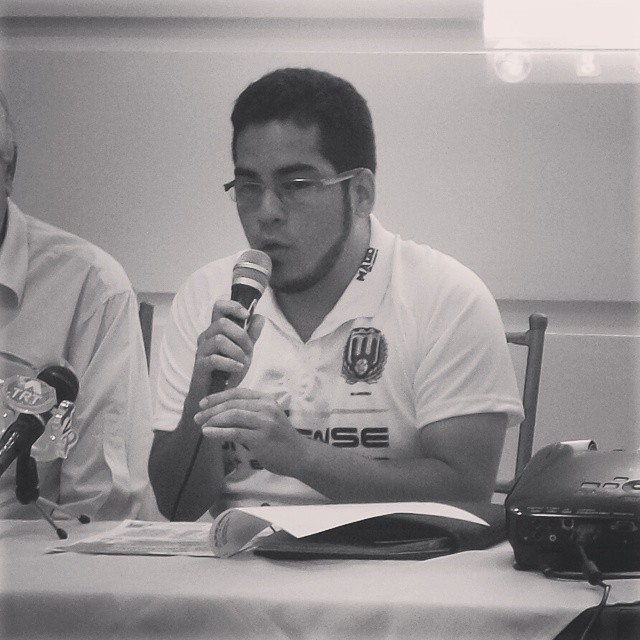
Daniel Rodríguez Fundador del club en el año 2010, entrega su presidencia en el año 2017 a su socio Wilfredo Romero.

Wilfredo Romero, presidente actual del Junidense Fútbol Club, ocupa el cargo desde el 2017 año en el que decide darle una pausa a la categoría profesional 3.ª Div, donde el mismo se dedicó a establecer sus bases en todas sus categorías menores y el talento regional, participó en el torneo plata 2018-19 obteniendo su primer campeonato en el apertura del 2018 en la categoría sub-18 y subcampeonato categoría sub-14 demostrando el talento y la proyección del jugador rubiense en el estado.
Wilfredo Romero apunta a un proyecto a corto plazo al cual ha llamado "Base Deportiva Junidense FC", el cual cuente con infraestructura propia que desarrolle y masifique el fútbol en el municipio Junín, basando su fortaleza en la disciplina y el entrenamiento de alto rendimiento en las canteras para la proyección del jugador a otras instituciones nacionales e internacionales, además busca explotar el municipio Junín como puente aéreo y turístico  aprovechando la cercanía del estado Táchira con el norte de Santander Colombia por medio de su infraestructura y porque no hotelera, otro de los objetivos es jugar 2.ª div fútbol venezolano y buscar el cupo que permita jugar en la Primera División de Venezuela.

## Datos del club
- Temporadas en 1.ª División: 0
- Temporadas en 2.ª División: 0
- Temporadas en 3.ª División: 3

## Estadio

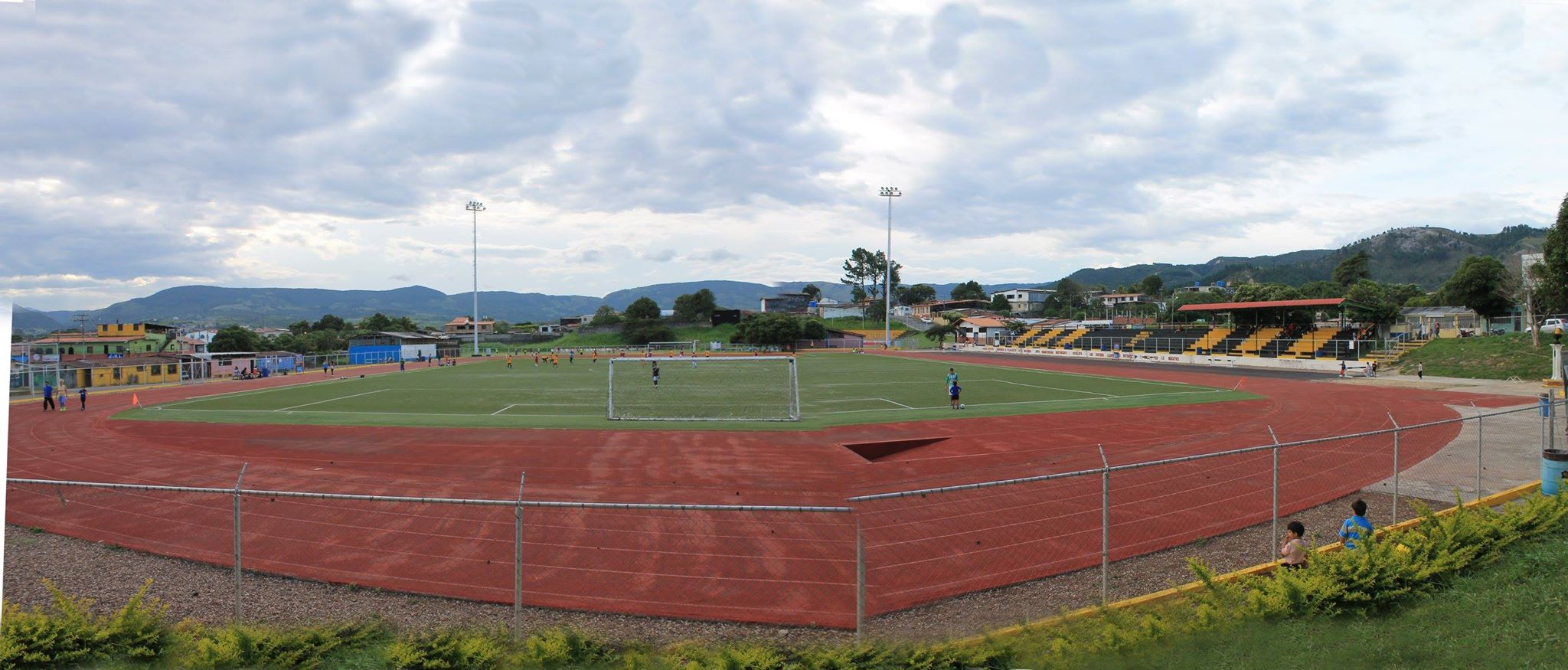
Estadio Polideportivo Victor Maldonado

El Junidense Fútbol Club realiza sus partidos de local de la Tercera División de Venezuela en el Polideportivo Víctor Maldonado de la ciudad de Rubio (Capital de Junín), estado Táchira.El estadio cuenta con un aforo de 1.350 personas en la tribuna popular principal.

## Indumentaria y Patrocinador
- Uniforme local: Camiseta verde, pantalón azul, medias verde.
- Uniforme alternativa: Camiseta blanca, pantalón azul marino, medias azul.
- Patrocinadores de la camiseta: Mago Disegno, Teneria Rubio, Panadería Plaza y Panadería Nueva Valera, Inversiones Deisy, KST TWO WAY RADIO, Center Cafe, Manufactura Samaje C.A.

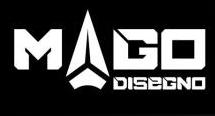
Mago Disegno viste al Junidense FC desde 2010 hasta la actualidad.

| Periodo       | Proveedor    |
| ------------- | ------------ |
| 2010–presente | Mago Disegno |

| Periodo | Patrocinador |
| ------- | --- |
| 2010    | Concafé |
| 2011    | Concafé |
| 2012    | Concafé |
| 2013    | Concafé Tenería Rubio Panadería Plaza Panadería Nueva Valera Farmacia Benjamín Charles Colegio de Odontología Maxxi Junín La Casa de Enzo Panadería La Petit Poupe |
| 2014    | Concafé Tenería Rubio Panadería Plaza Panadería Nueva Valera Farmacia Benjamín Charles Colegio de Odontología Maxxi Junín La Casa de Enzo Panadería La Petit Poupe |
| 2015    | Tenería Rubio Panadería Plaza Panadería Nueva Valera |
| 2016    | Inversiones Deisy C.A KST TWO WAY RADIO Center Café Manufactura Samaje C.A Teneria Rubio Panadería Plaza Stark Industrias Venezuela                                |

## Categorías menores
Junidense FC cuenta son todas las categorías inferiores coordinadas por el profesor Jackson Portillo. Desde la categoría Sub-10 como fútbol base, dirigida por el profesor José Leon. La categoría Sub-12 va de la mano con los profesores Jhon David Sánchez y José Angel González. La categoría Sub-14 disputa torneos interregionales dirigida por Jackson Portillo y Gregory Hernández. La Sub-16 está dirigida por José Angel Gonzales. Por su parte las categorías Sub-18 por Xavier Ramírez y la Sub-20 por Jolvi Granados. Estas últimas categorías trabajan de la mano con el cuerpo técnico de la Tercera División dándole oportunidad a los más jóvenes en la Tercera División del fútbol profesional venezolano.

## Afición

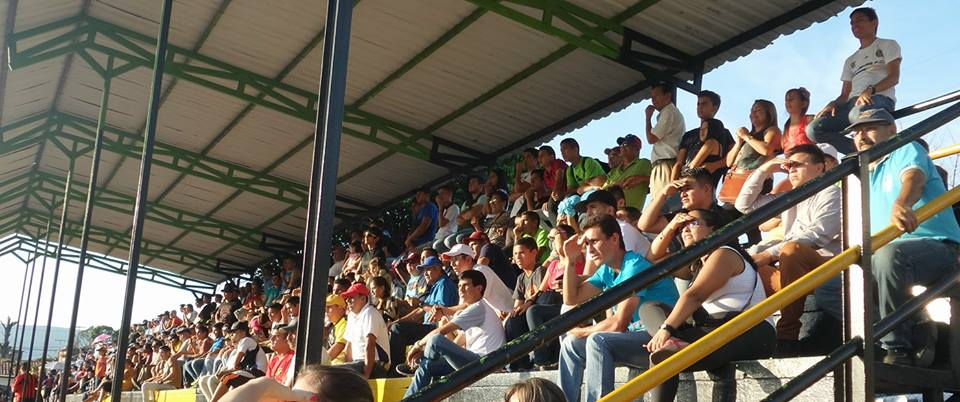
Tribuna Principal Popular Estadio Polideportivo Victor Maldonado, Rubio, Táchira Venezuela.

El Junidense Fútbol Club, cuenta con una afición fiel, quien acompaña al equipo en sus juegos de local en el estadio Polideportivo Víctor Maldonado, en la campaña (2013-14, 2014/15)
, acompañó al equipo en todos sus juegos a pesar de no tener una buena temporada y acabar último en la tabla, en el pasado torneo formó parte fundamental al copar el recinto deportivo y dar apoyo total al combinado de Rubio, demostrando una vez más su apoyo incondicional.

## Símbolos

### Escudo
El escudo de Junidense FC, representa nuestra identidad y principios resumidos en la siguiente oración: “Nuestra fuerza radica en la grandeza y la unión de nuestro pueblo trabajando en por el fútbol y el futuro”, fortaleza que representamos a través de una sólida estructura con cortes semicirculares en su parte superior y tres arcos que imitan la arquitectura colonial de nuestra ciudad, y que a su vez genera la forma de un puente como máximo símbolo de la unión de nuestra gente. Debajo de ella y de color azul el agua que corre por la ciudad pontalida y que dibuja parcialmente la forma de un engranaje y en el centro un balón, como símbolo del trabajo y el fútbol. Por último las plantas de café que abrazan el escudo como recordatorio de nuestra identidad, de la siembra y el futuro.

### El nombre
El Nombre de Junidense FC proviene del Municipio Junín, Estado Táchira y del gentilicio que acompaña a su pueblo “Juninense” del cual se tomó el elemento más reiterativo del texto como lo era la letra “N” y se sustituyó por la “D” (de la palabra “Deporte”). Logrando como resultado un nombre que enfatiza nuestra identidad y objetivos como lo es “Junidense”.

## Torneos regionales
| Táchira Competición         | Títulos | Subcampeonatos |
| --------------------------- | ------- | -------------- |
| Copa Santa Barbara de Rubio | 2015.   |                |